# 生活習慣病予防健診
生活習慣病予防健診（せいかつしゅうかんびょう よぼうけんしん）は、主に生活習慣病の事前予防と早期発見を主旨とする健康診断である。健康保険法第150条を根拠とする保健事業として、保険者の任意によって行われる（努力義務）。

健康保険法第150条　保険者は、高齢者の医療の確保に関する法律第二十条の規定による特定健康診査及び同法第二十四条の規定による特定保健指導を行うものとするほか、特定健康診査等以外の事業であって、健康教育、健康相談及び健康診査並びに健康管理及び疾病の予防に係る被保険者及びその被扶養者の自助努力についての支援その他の被保険者等の健康の保持増進のために必要な事業を行うように努めなければならない。

協会けんぽでは「生活習慣病予防健診」と呼称されるが、他の健康保険組合では「がん・生活習慣病検診」「生活習慣病健診（がん検診）」であったり、人間ドックに含むこともある。
なお国民健康保険の加入者の場合、国民健康保険第82条を根拠とした保健事業である市町村健診となり、これは努力義務であり、実際の名称は様々である。

## 対象条件と料金
35歳〜74歳の被保険者。料金は有料であるが、全国均一料金ではない。平成30年度は全国健康保険協会の一般健診の自己負担額は最高7038円。

## 健康診断の種類
一般健診の検査項目
- 診察等
- 血圧測定
- 尿検査
- 糞便検査
- 血液学的検査
- 生化学検査
- 心電図検査
- 胸部レントゲン検査
- 胃部レントゲン検査

一般健診を基本とし、以下にあげる医師の診断もしくは被保険者の要請にて受診することが出来る。
- 付加健診
- 肝炎ウイルス検査
- 乳がん・子宮頸がん検診（女性のみ）
- 子宮頸がん検診（女性のみ）

## 参照
1. ↑  “がん・生活習慣病検診等（補助金申請）”.   東芝健保. 2020年7月閲覧。
2. ↑  “生活習慣病健診（がん検診）について”.   NECけんぽ. 2020年7月閲覧。
3. ↑  料金 | 健診・保健指導のご案内 | 全国健康保険協会
4. ↑  どんな健診があるの? | 健診・保健指導のご案内 | 全国健康保険協会